# Джованні Баттіста Фоджіні
Джованні Баттіста Фоджіні (італ. Giovanni Battista Foggini, 25 квітня, 1652 — 12 квітня, 1725, Флоренція) — італійський скульптор і архітектор доби бароко.

## Життєпис
Флорентієць за народженням. Виявив художні здібності, котрі були помічені герцогським двором. Козімо III Медичі став першим меценатом молодого митця і направив того на навчання в Рим, відомий центр стилю бароко в Італії. Флоренція з часом втратила позиції художнього центру, тому в місті мало архітектурних пам'яток доби бароко — переважають картини чи скульптури в стилістиці бароко.

## В Римі
Джованні Баттіста Фоджіні плідно використав час навчання в Римі: вчителем малюнка у нього був учень самого П'єтро да Кортона — Чіро Феррі, скульптуру і мистецькі технології він опановував в майстерні скульптора Ерколє Феррата, учня Алессандро Альґарді.

## Праця в Флоренції

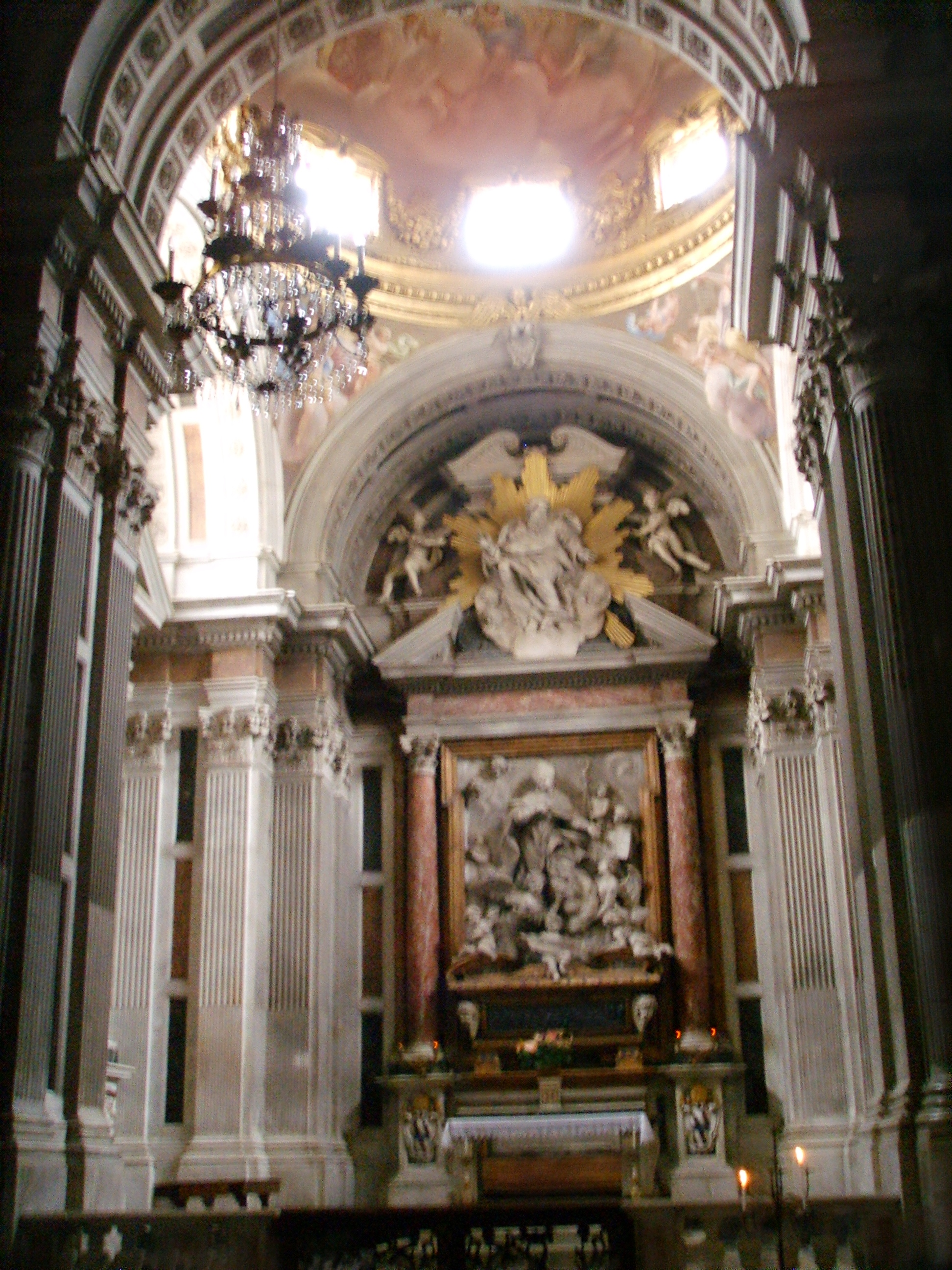
Каплиця родини Корсіні, Санта Марія дель Карміне, Флоренція

По завершенню навчання повернувся в рідне місто, де з часом отримав посаду придвірного скульптора і архітектора герцога Медічі. Створив декілька портретів представників родини Медічі і делла Ровере, з котрими породнилися Медічі.
Створив скульптурний декор каплиці родини Корсіні у флорентійській церкві Санта Марія дель Карміне.
Багато працював в галузі меморіальної пластики, створивши низку надгробків з використанням кольорового мармуру і бронзи. Серед почесних завдань скульптора — погруддя для надгробка науковця Галілео Галілея. Воно вирішено традиційно для барокової пластики — труна з кольорового мармуру з погруддям померлого і дві бічні скульптури — алегорії.
Присмак католицької містики має надгробок Луки дельї Альбіцці з зображенням кістяка людини, що відкриває пишна, барокова завіса, створена з чорного мармуру.

## Вибрані твори
- «Самогубство Аякса», бронза

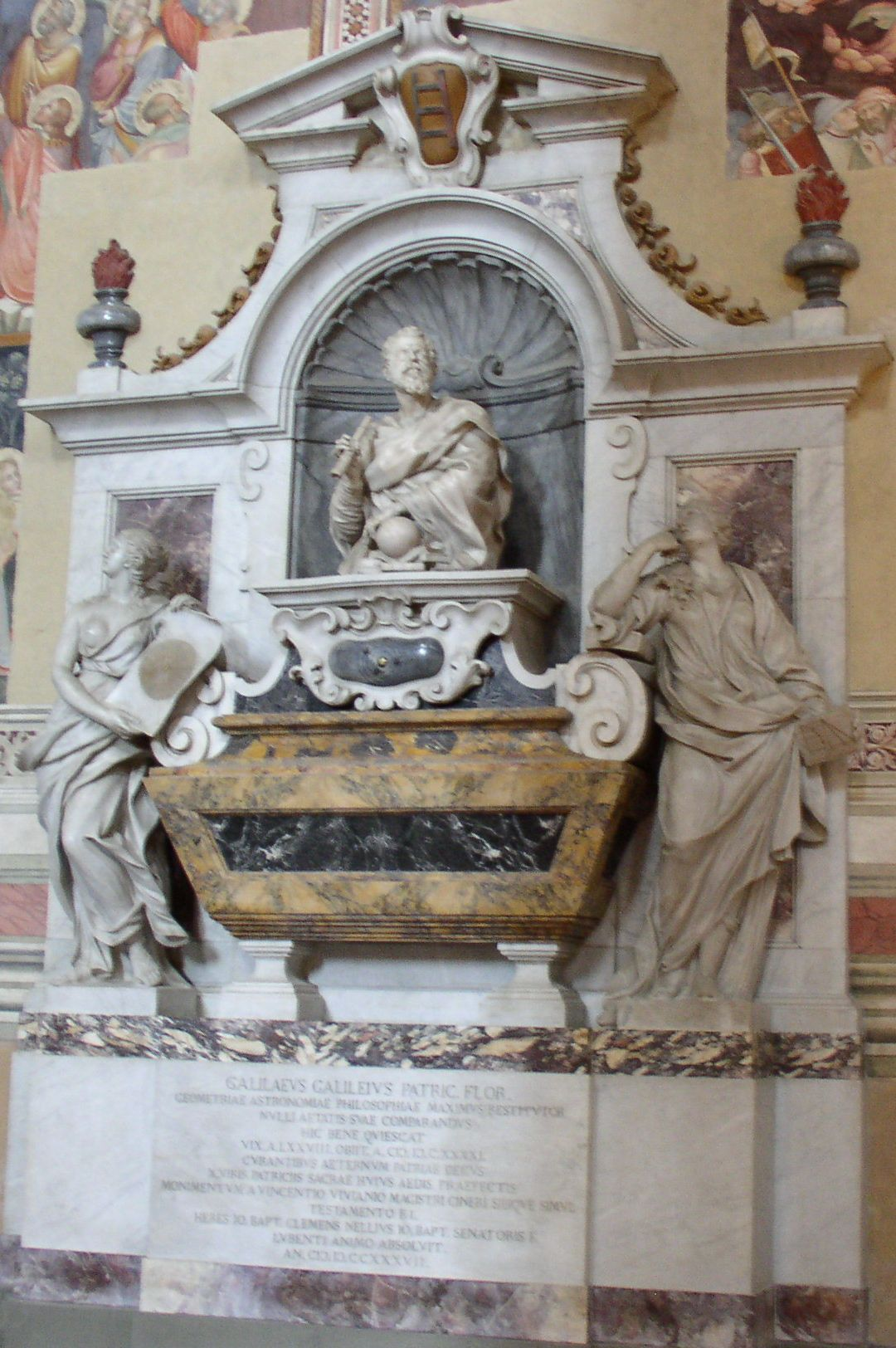
Надгробок Галілео Галілея

- «Кардинал Карло Медічі», погруддя, мармур
- «Вітторія делла Ровере», погруддя, мармур, Музей образотворчих мистецтв імені Пушкіна, Москва
- «Надгробок Галілео Галілея», мармур
- «Козімо ІІІ де Медічі», погруддя, мармур
- "Фонтан в саду вілли Ліліано (Медічі) "
- "Надгробок Вітторії делла Ровере "
- «Надгробок сенатора Донато дел Антелла»
- «Надгробок Луки дельї Альбіцці», Флоренція
- «Надгробок Джіроламо Альбіцці», Флоренція
- «Апостол Павло», церква Сан Каетано
- «Апостол Фома», церква Сан Каетано
- «Полонений пірат», бронза
- «Перша месса Святого Андреа Корсіні», рельєф
- «Скульптурний декор сходинок падацу Медічі-Рікарді», Флоренція
- «Меркурій і прикутий до скелі Прометей», бронза, Музей Вікторії й Альберта, Лондон
- Фасад церкви Святих Михаїла та Каетано.

## Галерея

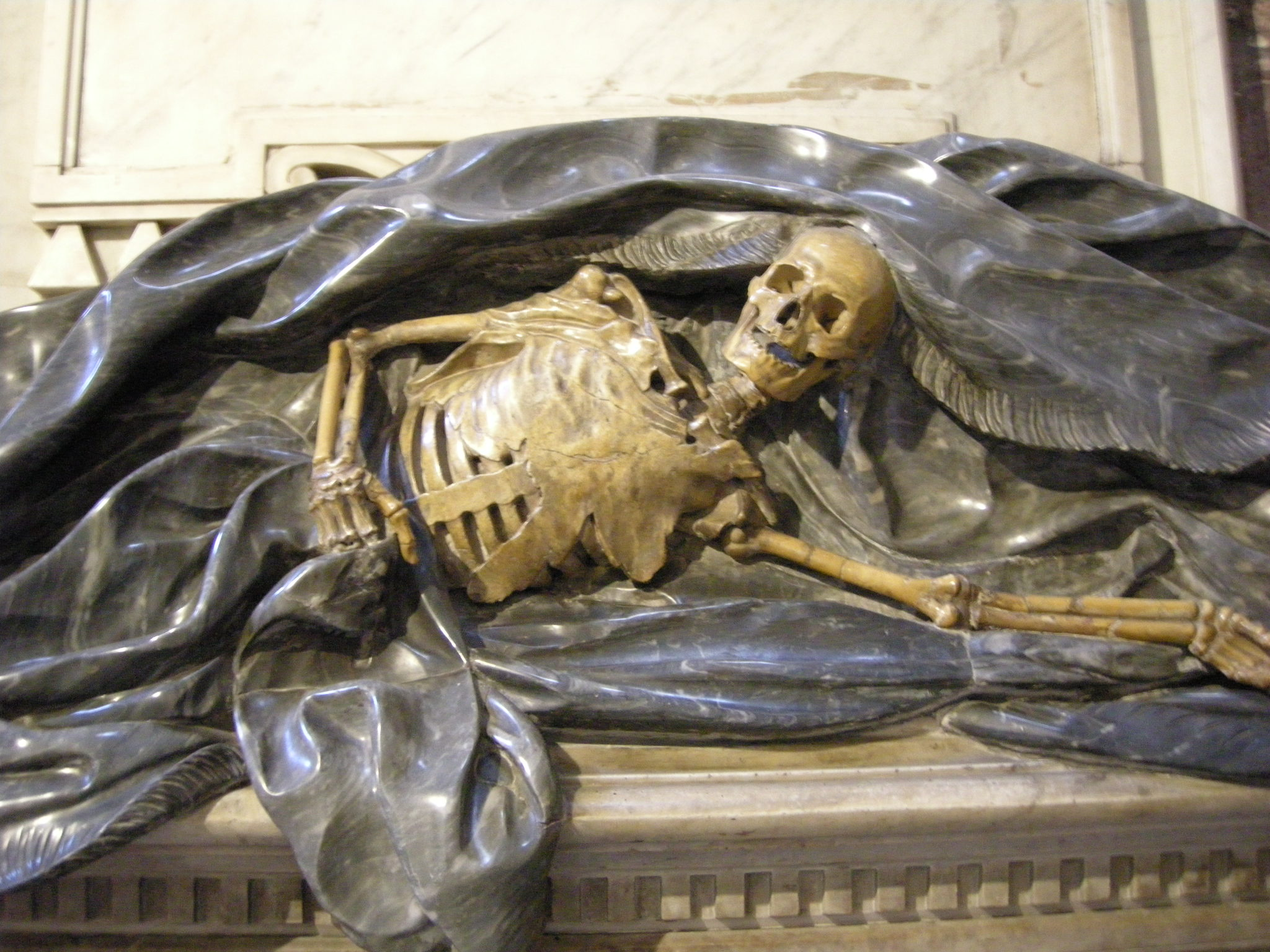
Кістяк з надгробка Луки дельї Альбіцці

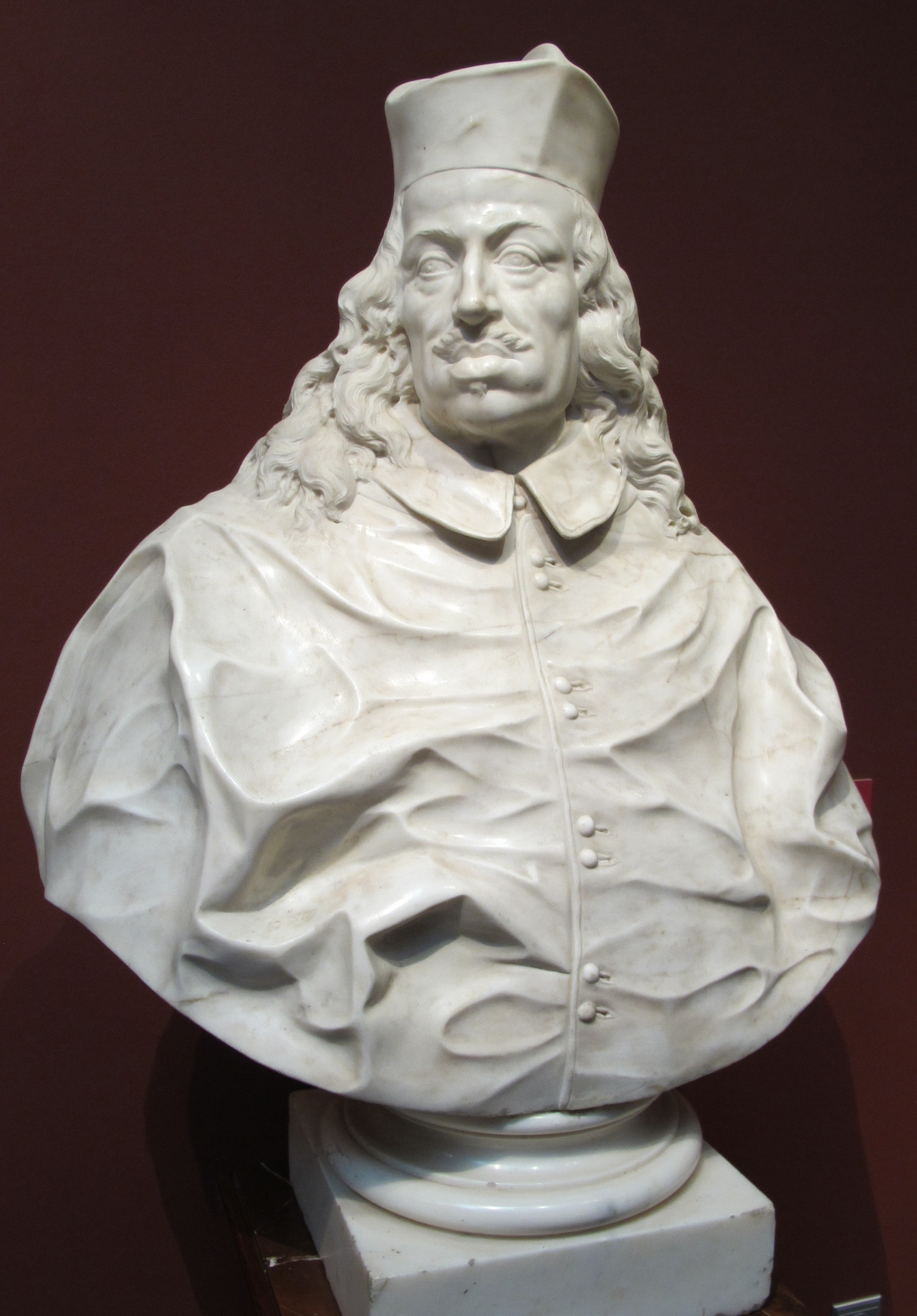
Кардинал Леопольдо Медічі
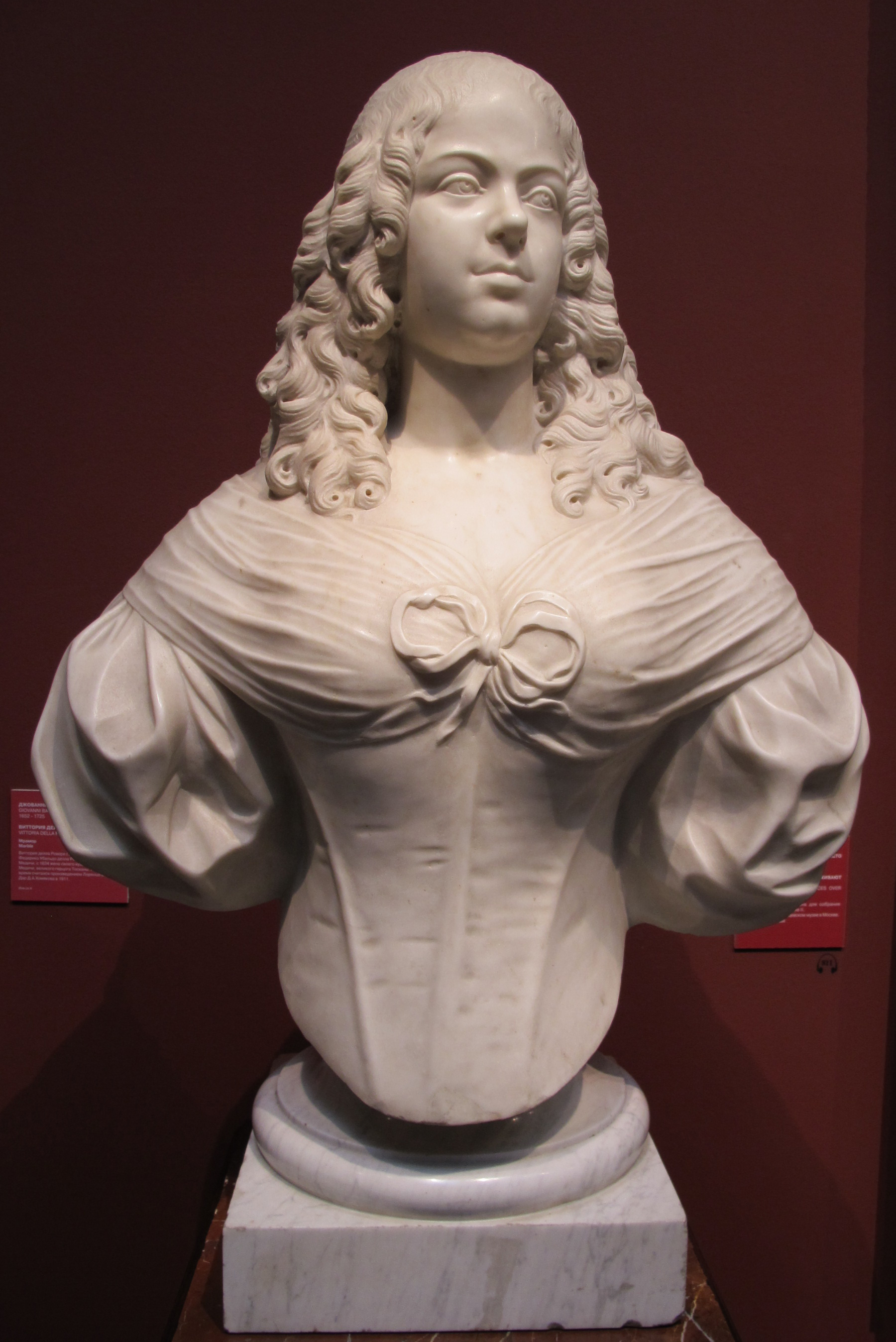
Вітторія делла Ровере
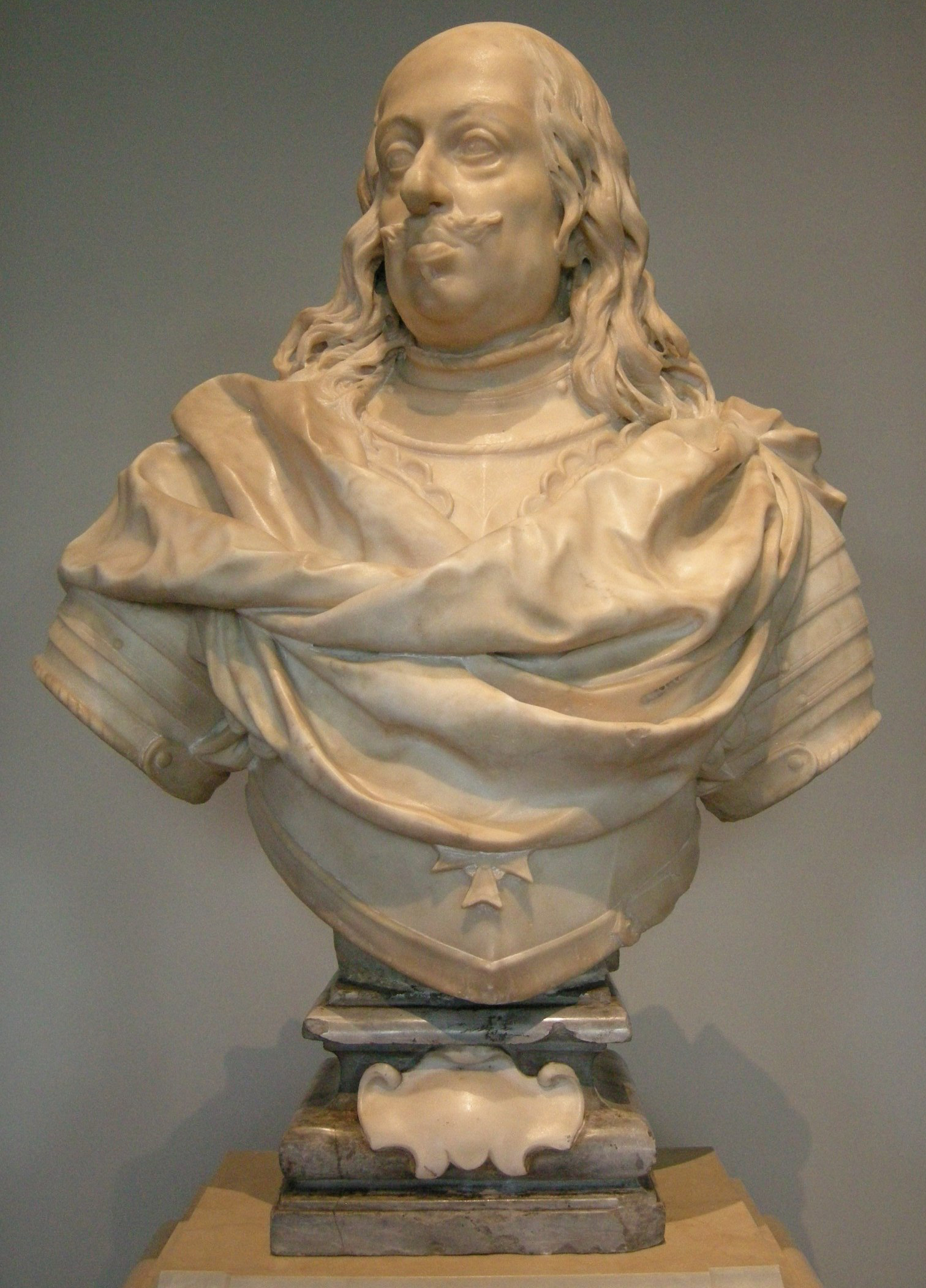
Герцог Фердінандо ІІ Медічі
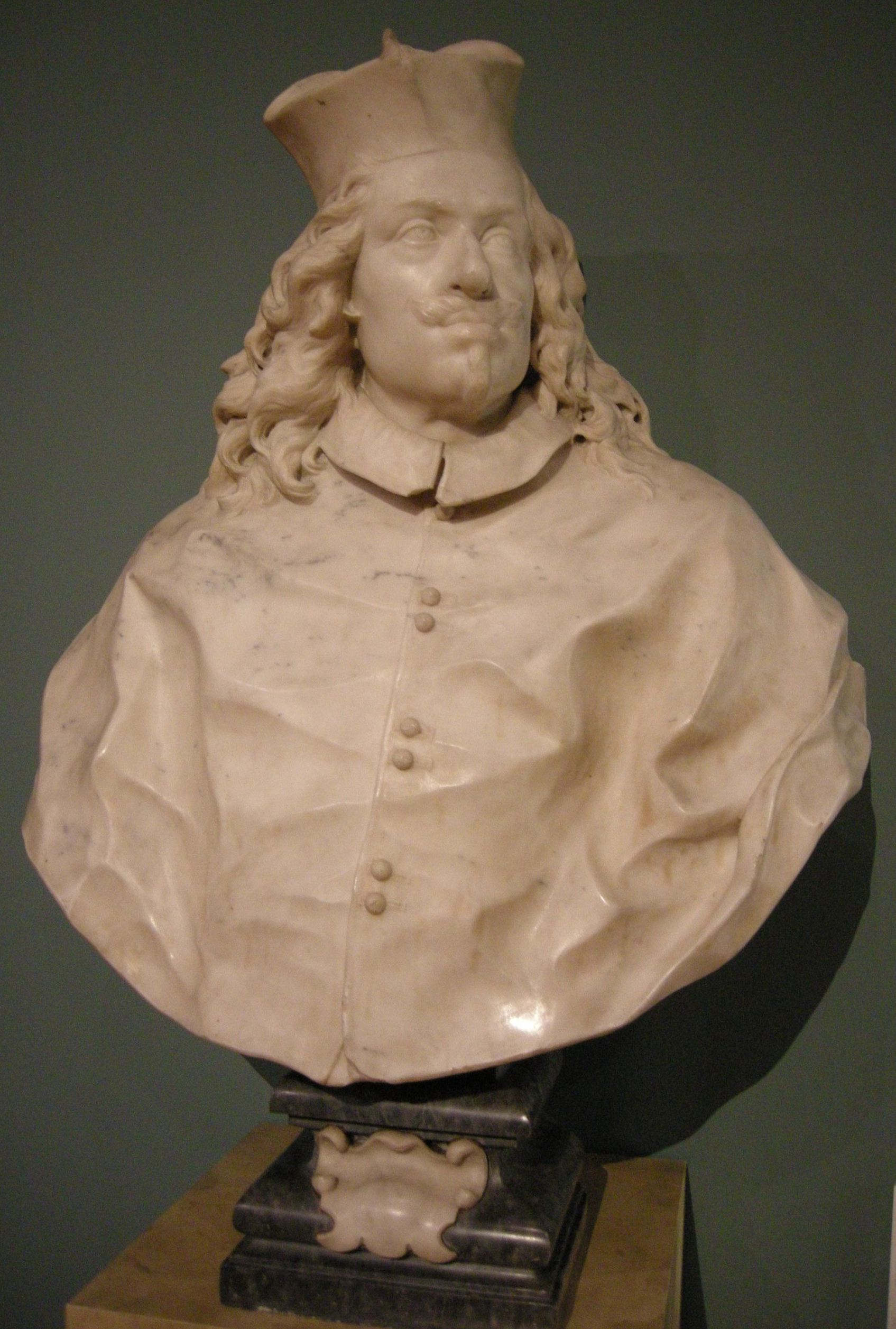
Кардинал Карло Медічі